# Minería de remoción de cima

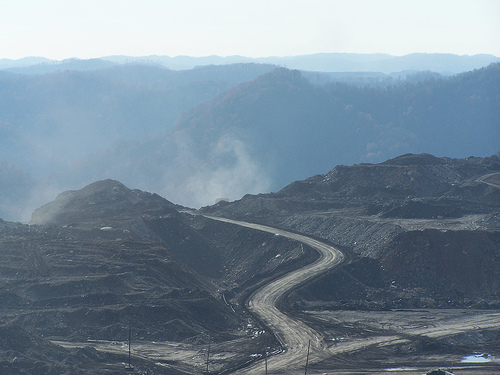
Lugar con minería de remoción de cimas

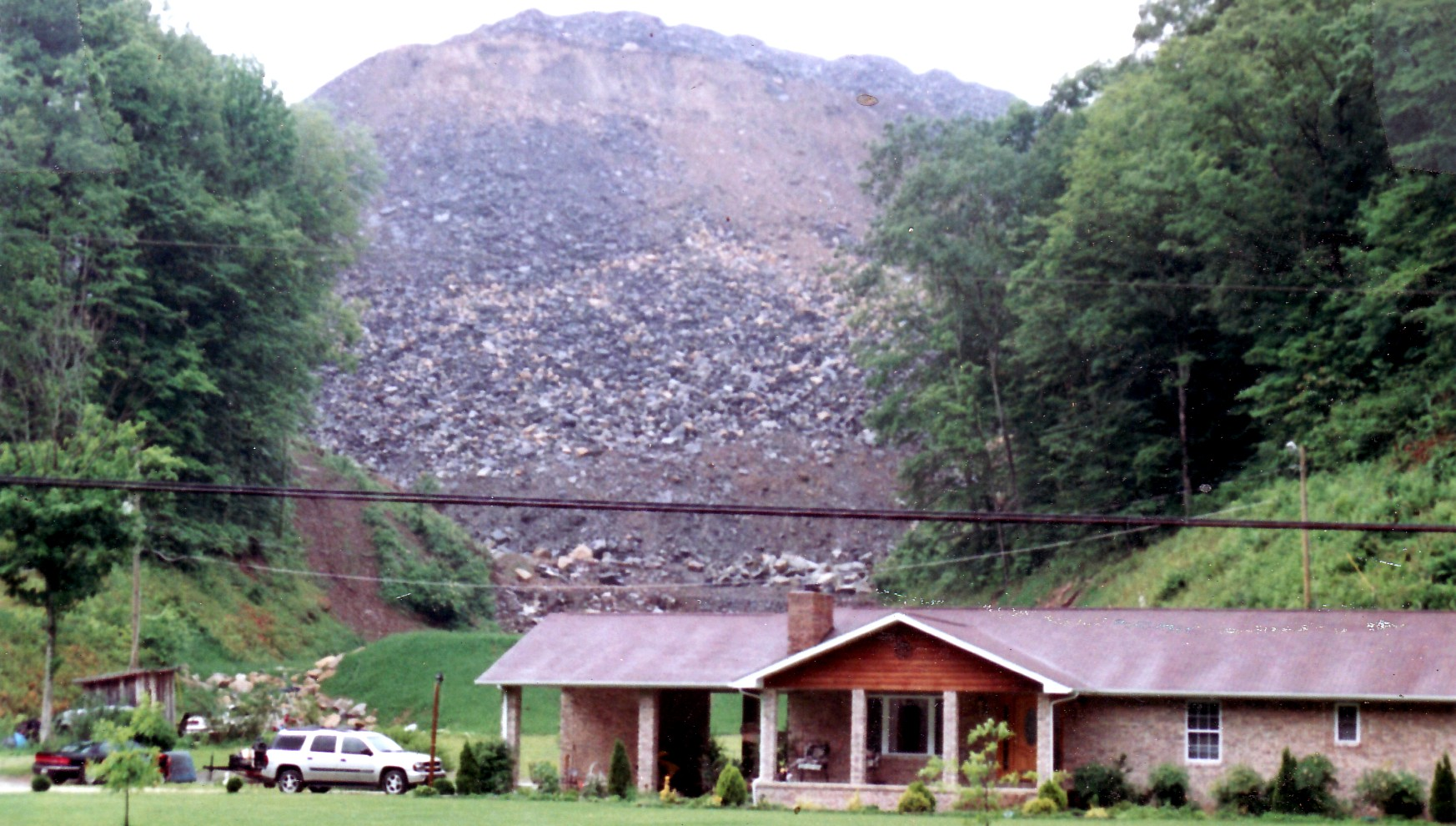
Minería de remoción de cimas en Martin County, Kentucky

La minería de remoción de cima (en inglés, mountaintop removal mining, abreviadamente, MTR), es una forma de minería a cielo abierto, que consiste en la minería de la cumbre o el canto de la cumbre de una montaña. Siendo una forma típica de la minería del carbón, las vetas de carbón se extraen de una montaña al eliminar la sobrecarga de tierra o roca, por encima de las vetas. El desmonte resultante debe cargarse de nuevo en la cresta y compactarse para reflejar el contorno original aproximado de la montaña.
Se emplean explosivos para eliminar hasta 120 m verticales de montaña, para exponer las vetas de carbón subyacentes. El exceso de roca y suelo cargado de subproductos tóxicos de la minería, a menudo se vierten en los valles cercanos, en lo que se llama "llenado de huecos" o "llenado de valle".
Es el método predominante de la minería del carbón en las montañas Apalaches en el este de los Estados Unidos, utilizándose principalmente en Kentucky, Virginia Occidental, Virginia y Tennessee.

## Impacto ambiental y a la salud
Algunos estudios muestran que la minería de montaña tiene graves impactos ambientales, incluyendo la pérdida de la biodiversidad y la toxificación de las cuencas hidrográficas, que las prácticas de mitigación consiguen restablecer. También hay efectos adversos para la salud humana que resultan del contacto con las corrientes afectadas o exposición al aire con toxinas y polvo. De acuerdo con 21 estudios científicos, se han producido efectos importantes sobre la población de la región de los Apalaches donde tiene lugar el empleo de MTR, incluso índices de cáncer un 50% más altos, un 42% más de defectos de nacimiento y $75 mil millones al año en salud pública por costes de contaminación.